# قدم شريف (دلهي)
قدم شريف هو ضريح في باهارجانج، دلهي يتكون الضريح (الدركاه) من مجمع صغير للمقابر، بُني في عامي 1375-1376 ميلادي، والذي يضم أيضًا مسجدًا ومدرسة وضريحًا، وهو محاط بجدار ضخم مُسوّر.

## التاريخ
في الأصل، قام فيروز شاه تغلق (1309-1388) ببناء قبر مستطيل كبير في المركز لنفسه، وأحاطه بجدران ضخمة وبوابات مثيرة للإعجاب على الطراز التغلقي النموذجي. ومع ذلك، عندما توفي ابنه فاتح خان في عام 1376، أعاد استخدام القبر لابنه. كما أُضيف حجر عليه بصمة قدم النبي محمد، والذي أحضره حضرة السيد جلال الدين حسين بخاري المعروف باسم حضرة مخدوم جهانيان جهانغشت المرشد الروحي لفيروز شاه من مكة. هذه البصمة الشريفة أعطت المجمع بأكمله اسمه، ضريح قدم شريف. ويكتمل مجمع المقبرة الداخلي بمسجد ومدرسة.
على مدى القرون التي مرت منذ ذلك الحين، تم "استيعاب" المنطقة بأكملها من المباني السكنية والتجارية، على الرغم من أن القبر، ومعظم الجدران وكذلك اثنين من منازل البوابة لا تزال مرئية بوضوح. علاوة على ذلك، لا تزال المدرسة والمسجد الموجودان بالقرب من القبر قيد الاستخدام بشكل نشط، وتشكل البصمة موقع زيارة مهم.
يقع المجمع شمال غرب محطة قطار نيودلهي مباشرةً في "غابة حضرية" كثيفة. ولأن معظم الخرائط (بما فيها خريطة مدينة آيشر) غير دقيقة إلى حد كبير، يُنصح باستخدام الخريطة المضمنة في كتاب بيك  لاستكشاف المنطقة.
في مكان قريب (والذي بالكاد يمكن ملاحظته باعتباره مبنى على شكل حرف U) توجد بقايا أحد المساجد السبعة الرائعة لوزير خان جهان مقبول تيلانجاني (خان جهان) لفيروز شاه.
الإحداثيات الدقيقة للمقبرة هي (28.649818، 77.211879) والمبنى على شكل حرف U هي (28.649328، 77.217689).
على هامش ذلك، كان مثوى فيروز شاه تغلق الأخير في قبر جديد في حوض خاص.